# حوض‌انبار تخته خانرود
حوض‌انبار تخته خانرود؛ نام حوض‌انباری تاریخی مربوط به دورهٔ پهلوی اول است و در شهرستان بینالود، روستای خانرود واقع شده و این اثر در تاریخ ۹ بهمن ۱۳۸۴ با شمارهٔ ثبت ۱۳۹۱۶ به‌عنوان یکی از آثار ملی ایران به ثبت رسیده‌است.